# Pomatorhinus montanus
Pomatorhinus montanus là một loài chim trong họ Timaliidae.